# Roosevelt Skerrit

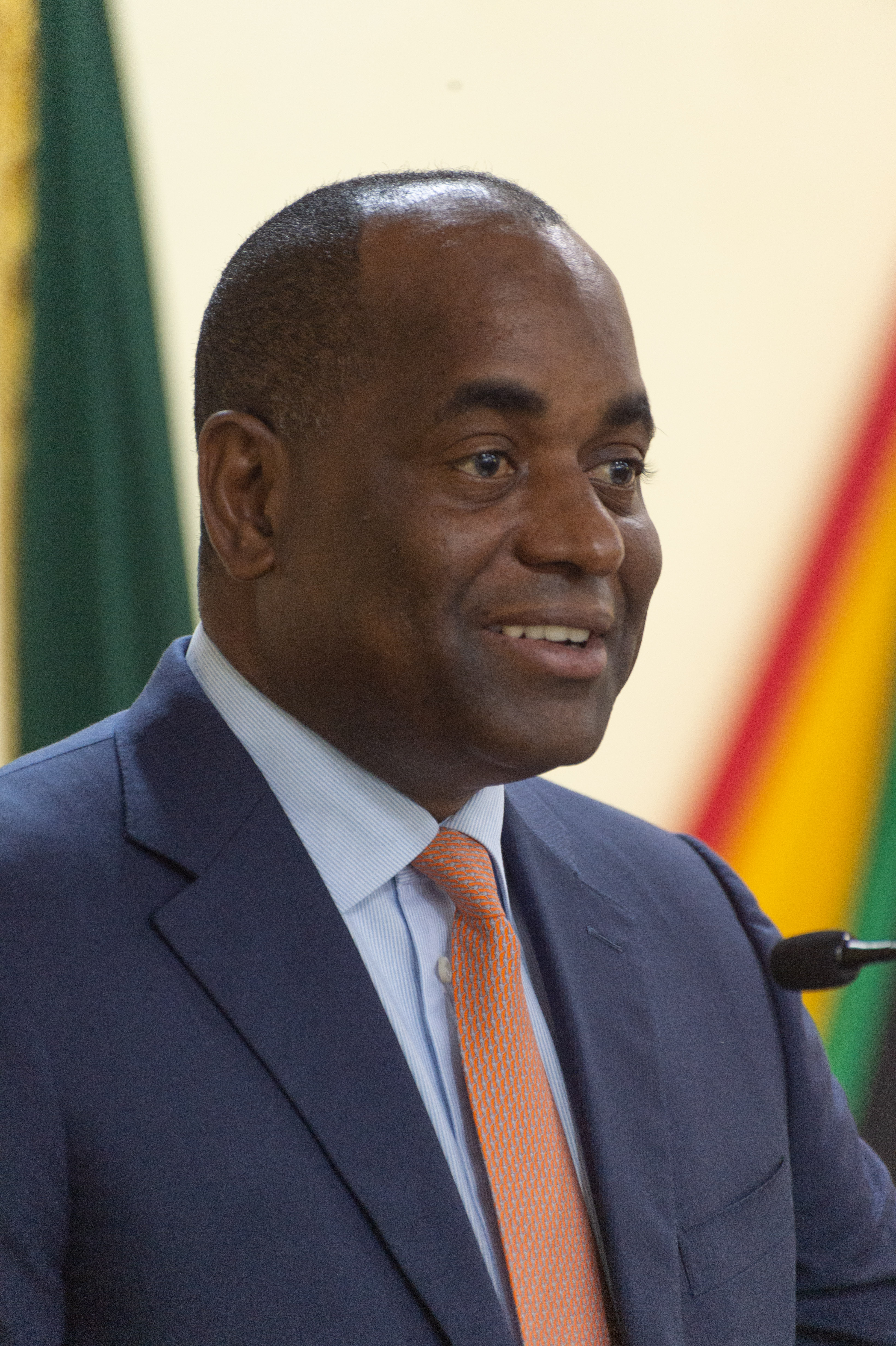
Roosevelt Skerrit (2014)

Roosevelt Skerrit (* 8. Juni 1972 in Vieille Case) ist ein dominicanischer Politiker. Er ist der amtierende Ministerpräsident der Karibikinsel.

## Karriere
Sein Studium an der  University of New Mexico und der University of Mississippi schloss er mit Bachelor in Psychologie und Englisch ab.
In das House of Assembly wurde er 2000 gewählt. Ministerpräsident Rosie Douglas ernannte ihn zum Minister für Jugendangelegenheiten und Sport. 
Skerritt wurde am 7. Januar 2004, einen Tag nach dem Tod seines Vorgängers Pierre Charles, für die Nachfolge nominiert und einen Tag später in diesem Amt vereidigt. Zuvor war er im Kabinett von Charles Minister für Erziehung.
Seit dem 22. Oktober 2007 nahm er zusätzlich das Amt des Außenministers wahr, das er am 18. November 2008 an Vince Henderson übergab. Am 4. Januar 2010 übernahm er dieses Amt erneut.
Skerrit war bei seinem Amtsantritt der jüngste Regierungschef weltweit. Er ist Absolvent der University of Mississippi und gehört der Dominica Labour Party an.
Seit dem Beginn seiner Regierungszeit entfernt sich Dominica politisch immer weiter von den USA und nähert sich China und Venezuela an.